# La Tigra, Argentina
La Tigra är en ort i Argentina.   Den ligger i provinsen Chaco, i den norra delen av landet, 900 km norr om huvudstaden Buenos Aires. La Tigra ligger 93 meter över havet och antalet invånare är 4 505.
Terrängen runt La Tigra är mycket platt. Runt La Tigra är det glesbefolkat, med 12 invånare per kvadratkilometer.. La Tigra är det största samhället i trakten.
Trakten runt La Tigra består till största delen av jordbruksmark.